# Liste de jeux vidéo Qui veut gagner des millions ?
La liste de jeux vidéo Qui veut gagner des millions ? répertorie les jeux vidéo basés sur le jeu télévisé français éponyme et du format original américain, Who Wants to Be a Millionaire?.

## Liste de jeux

### Qui veut gagner des millions?
Qui veut gagner des millions ? est un jeu vidéo édité par Ubisoft et développé par Route 1 Games sur Nintendo DS et Wii. Il est sorti le 2 novembre 2007 sur Nintendo DS et le 6 décembre 2007 sur Wii .
Le jeu est basé sur un nombre de 2000 questions sur la version Wii et de 1000 sur la version Nintendo DS.
Le jeu se déroule autour d'une série de questions dont les gains associés augmentent à chaque échelon, pour atteindre 1 000 000 € en fin de parcours.
Le joueur doit répondre juste aux questions pour augmenter ses gains. Pour l'aider, il a le droit à 3 jokers différents :
- Le 50/50
- L'appel à un ami
- Le vote du public

La célèbre émission va faire son grand retour dans les jeux vidéo développés par Microids. Le jeu va sortir dès le 29 octobre 2020 et sera disponible sur PS4 Nintendo Switch Xbox one PC et Mac avec 3000 questions. 
Le joueur (ou les multijoueurs) doit répondre aux questions pour augmenter ses gains. Pour s'aider, il a le droit à 4 jokers différents :
- Le 50:50
- L'appel à un ami
- L'avis du public
- Le Swap

### Qui veut gagner des millions? Junior
Cette version est sortie en 2001 sur PC et PlayStation, les questions sont adaptées aux enfants.

### Qui veut gagner des millions? Seconde Édition
Qui veut gagner des millions ? Seconde Édition est un jeu vidéo édité en 2000 par Ubisoft et développé par Route 1 Games. Il est sorti le 4 décembre 2008 sur Nintendo Wii  et le 27 novembre 2008 sur DS. Il correspond à une seconde adaptation du jeu sur ces consoles Nintendo,,,.
Le « switch » apparait sur la Seconde Édition.
Par rapport à la version précédente, ce jeu possède trois nouveautés. Le joueur peut aussi désormais créer un profil personnel où il peut voir ses gains, son temps de jeu et son nombre de réponses justes.
Grâce au joker « L'appel à un ami », il existe un mode en coopération où chacun des deux participants pose sa Wiimote. L'une d'elles va alors sonner à la manière d'un téléphone. Si c'est celle du joueur, il doit la reprendre en main en moins de 5 secondes avant de profiter d'une question. L'objectif étant tout simplement d'obtenir plus de points que l'adversaire. Cette nouveauté est exclusive à la version Wii.

### Qui veut gagner des millions? 3e Édition
En 2001, Qui veut gagner des millions ? 3e Édition est publié sur PlayStation et PC,,,,,.